# Weiberhof
Weiberhof (auch Weyberhof geschrieben) ist ein Gemeindeteil der Gemeinde Sailauf im unterfränkischen Landkreis Aschaffenburg in Bayern.

## Beschreibung
Der Weiler Weiberhof liegt an der Kreisstraße AB 2 zwischen Sailauf und Hösbach-Bahnhof auf etwa 150 m ü. NN. Der Weiler besteht aus dem historischen Schloss Weyberhöfe, einem Hofgut und einem Industriepark. Südlich des Ortes verläuft die Bundesautobahn 3 und die Aschaff; nördlich die Bundesstraße 26 und die Laufach.
Ende des 18. Jahrhunderts wurde der Hof von Jakob Sickenberger und später von seinem Sohn Leonhard Sickenberger bewirtschaftet.